# Le Groupe sanguin
Pour les types de sang, voir Groupe sanguin.
Le Groupe sanguin est un groupe humoristique québécois formé durant l'été 1984 par Dominique Lévesque, Dany Turcotte, Émile Gaudreault, Marie-Lise Pilote et Bernard Vandal,.
Après avoir connu la notoriété à partir de 1986, le groupe se sépare à la fin de l'année 1990.

## Honneurs
- 1987 - Finaliste au Prix Félix, Spectacle humour
- 1988 - Finaliste au Prix Félix, Spectacle humour
- 1989 - Finaliste au Prix Félix, Spectacle humour